# Johann Christian Hertel
Johann Christian Hertel, född den 25 juni 1699 Oettingen i Schwaben, död i oktober 1754, var en tysk komponist. Han var far till Johann Wilhelm Hertel. 
Hertel, som var virtuos på gamba, var konsertmästare vid Mecklenburg-Strelitzka hovet. Han komponerade en mängd symfonier, trior, ouvertyrer, konserter och sonater för violin och gamba, varav blott några av de sistnämnda är tryckta.